# Мустафа-заде, Азиза Вагиф кызы
Азиза Вагиф кызы Мустафа-заде (азерб. Əzizə Vaqif qızı Mustafazadə; 19 декабря 1969, Баку) —  азербайджанская джазовая исполнительница и композитор. Народная артистка Азербайджанской Республики (2018).

## Биография
Азиза Мустафазаде родилась в 1969 году в Баку, в семье музыкантов. Её отец, пианист и композитор Вагиф Мустафа-заде стал известным благодаря созданию сплава джаза и традиционной азербайджанской музыки, известной также как мугам. Её мать, Эльза Мустафазаде (Бандзеладзе), получила классическое образование оперной певицы в Грузии. Будучи ещё маленьким ребёнком, Азиза получала удовольствие от танцев, рисования, пения — и в возрасте всего лишь 3 лет она в первый раз вышла на сцену со своим отцом и исполнила вокальную импровизацию. Это выступление стало проявлением раскрывшегося позже яркого пианистического таланта.

## Детство и юность
С ранних лет изучала классическое фортепиано, и, невзирая на любовь к пьесам Баха и Шопена, в скором времени стала демонстрировать свой дар в импровизации. «Я просто не играю то, что не могу прочувствовать» — признаётся музыкант. Трагическая смерть отца на сцене в 1979 году в возрасте 39 лет оказалась шокирующей для юной Азизы и поворотным пунктом в её жизни. Мать Азизы решила завершить свою профессиональную карьеру и посвятить себя развитию музыкального дара дочери. С этих пор она является её менеджером, и во время написания или записи новых пьес Азиза полагается на её мнение. «Я доверяю ей, так как у неё богатейший опыт классической музыки, а также опыт работы в джазе с моим отцом», отмечает Азиза. «Она также много знает о музыке, истории и литературе».
В 1986 году в возрасте 17 лет Азиза выиграла конкурс пианистов имени Телониуса Монка в Вашингтоне. На этом конкурсе она исполнила некоторые пьесы Монка в своём собственном стиле с элементами мугама. В 1990 году Азиза вместе с матерью переезжает в Германию и посвящает себя развитию своего собственного музыкального стиля.

## Карьера
В 1991 году Азиза записывает свой дебютный альбом, который так и называется — Aziza Mustafa Zadeh. Сразу становится ясным, что она является музыкантом с необычным и запоминающимся голосом, способным отразить её национальные корни вместе с классическим и джазовым образованием. Ранние воспоминания отразились в альбоме Always, который принёс Азизе премии ECHO Award и Немецкой ассоциации джазовых записей. Её талант был настолько впечатляющим, что в 1995 году несколько ведущих джазовых музыкантов присоединились к Азизе для записи студийного альбома Dance Of Fire, который разошёлся по всему миру тиражом в 2.000.000 копий. Многие менее уверенные в себе музыканты могут испытывать трепетный страх перед составом, составленных из гитариста Эла Ди Меолы, басиста Стенли Кларка, бывшего барабанщика Weather Report Омара Хакима и саксофониста Билла Эванса, но Азиза ещё раз безошибочно спродюсировала альбом, очень точно пропитав его своими музыкальными предпочтениями. «Азиза — гений и как композитор, и как музыкант. Её музыка значит для меня больше, чем просто джаз, так как я слышу её культуру. Я слышу Азербайджан», говорит Эл Ди Меола.
Во время своих выступлений в Европе и за её пределами — от Лондона и Парижа до Стамбула и Тель-Авива — Азиза создаёт у многочисленных зрителей, до отказа заполняющих концертные залы, образ прекрасной женщины с обложки альбома Seventh Truth (1996). Следующий альбом, Jazziza, составлен из её собственных композиций и джазовых стандартов, включающих My Funny Valentine и Брубековскую Take Five. В поддержку этого диска Азиза дала в течение 1998 года более 40 сольных выступлений по всему миру, выступая впервые в Канаде и в Австралии. Продажа альбома достигла почти 2.000.000 копий по всему миру. Особый успех альбома был в США, Канаде, Германии, Финляндии и в Японии.
Записанный на Лондонской студии Abbey Road альбом Shamans включает пьесы, демонстрирующие разные стороны таланта Азизы: и её блестящую классическую пианистическую школу в Bach-Zadeh и Portrait Of Chopin, и собственную вокальную технику в таких пьесах, как Ladies Of Azerbaijan и Sweet Sadness. Заглавная пьеса альбома совершенно необычна для Азизы: в ней используется только перкуссия, стрекотание сверчков и множественные наложения её собственного голоса для вызова духов потустороннего мира. Азиза говорит, что «для меня духовная часть жизни наиболее важна. Шаманы — это особые люди, они могут излечивать». Вслед за выходом альбома, Азиза дает ряд сольных выступлений в Европе, США и в Азии. В феврале 2005 года Азиза приступает к записи сразу двух успешных дисков — Contrasts (март 2006) и Contrasts 2 (апрель 2007), на студии Сони в Нью-Йорке. После релиза второго диска в 2007 году, Азиза снова отправляется в мировое турне и наконец-то приезжает в Баку, на Baku Jazz Festival, 2007. Выступление Азизы прошло в Азербайджанском государственном театре оперы и балета 8 июня 2007 года  при полном аншлаге. В декабре 2008 года Мустафазаде вновь прилетела в Баку и выступила на сцене дворца имени Г. Алиева с сольной программой.
27 мая 2018 года, более чем через 20 лет после того как исполнительница завоевала мировую известность, распоряжением президента Азербайджана Ильхама Алиева Азизе Мустафа-заде "За заслуги в развитии азербайджанской культуры" было присвоено почетное звание Народная артистка Азербайджанской Республики.
Летом 2020 года Азиза выпускает первый за 12 лет альбом "Generations" куда вошло 12 композиций. 
В октябре 2022 года Азиза после 12 летнего перерыва выступила в Баку.

## Видеоссылки
- Песня «Лачин».
- Джазовая композиция «Леди Азербайджана».

## Дискография
1. Aziza Mustafa Zadeh — 1991
2. Always — 1993
3. Dance Of Fire — 1995
4. Seventh Truth — 1996
5. Jazziza — 1997
6. Inspirations — Colors & Reflections — 2000
7. Shamans — 2002
8. Contrasts — 2006
9. Contrasts 2 — 2007
10. Generations - 2020

## Награды
- Народная артистка Азербайджана (2018).
- Заслуженная артистка Азербайджана (1991).
- Медаль «Дружба» (2008, общество «Азербайджан-Германия»)[8].